# 三交シーエルツー
株式会社三交シーエルツー（さんこうシーエルツー）は、三重県および愛知県にて、ハンズ（旧：東急ハンズ）店舗をフランチャイズ運営する企業である。
2014年9月株式会社三交クリエイティブ・ライフの完全子会社として誕生した。そのため、決算はさらにその親会社である三重交通グループホールディングス株式会社に連結する。

## 店舗

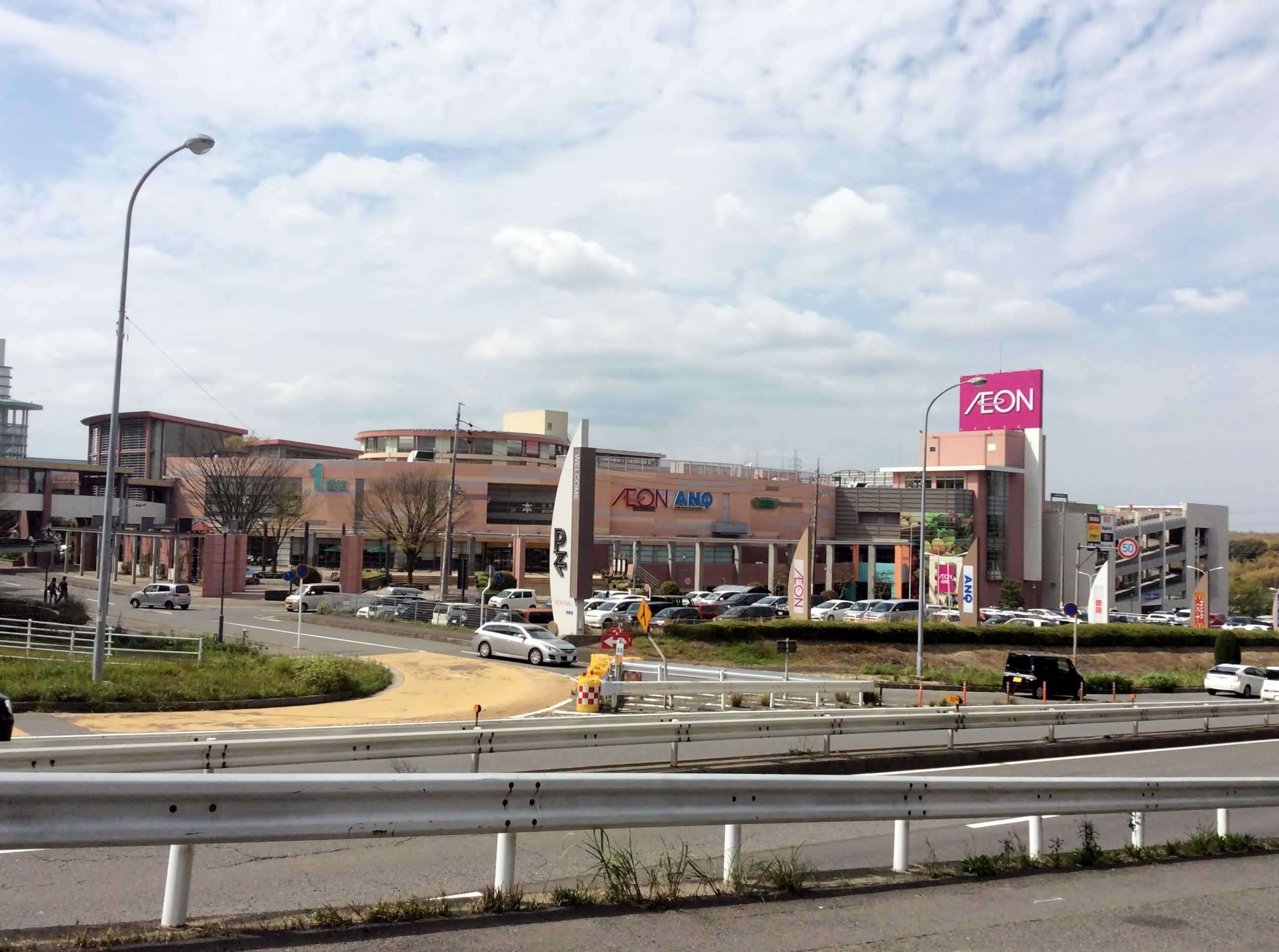
ハンズ桑名店が出店しているイオンモール桑名
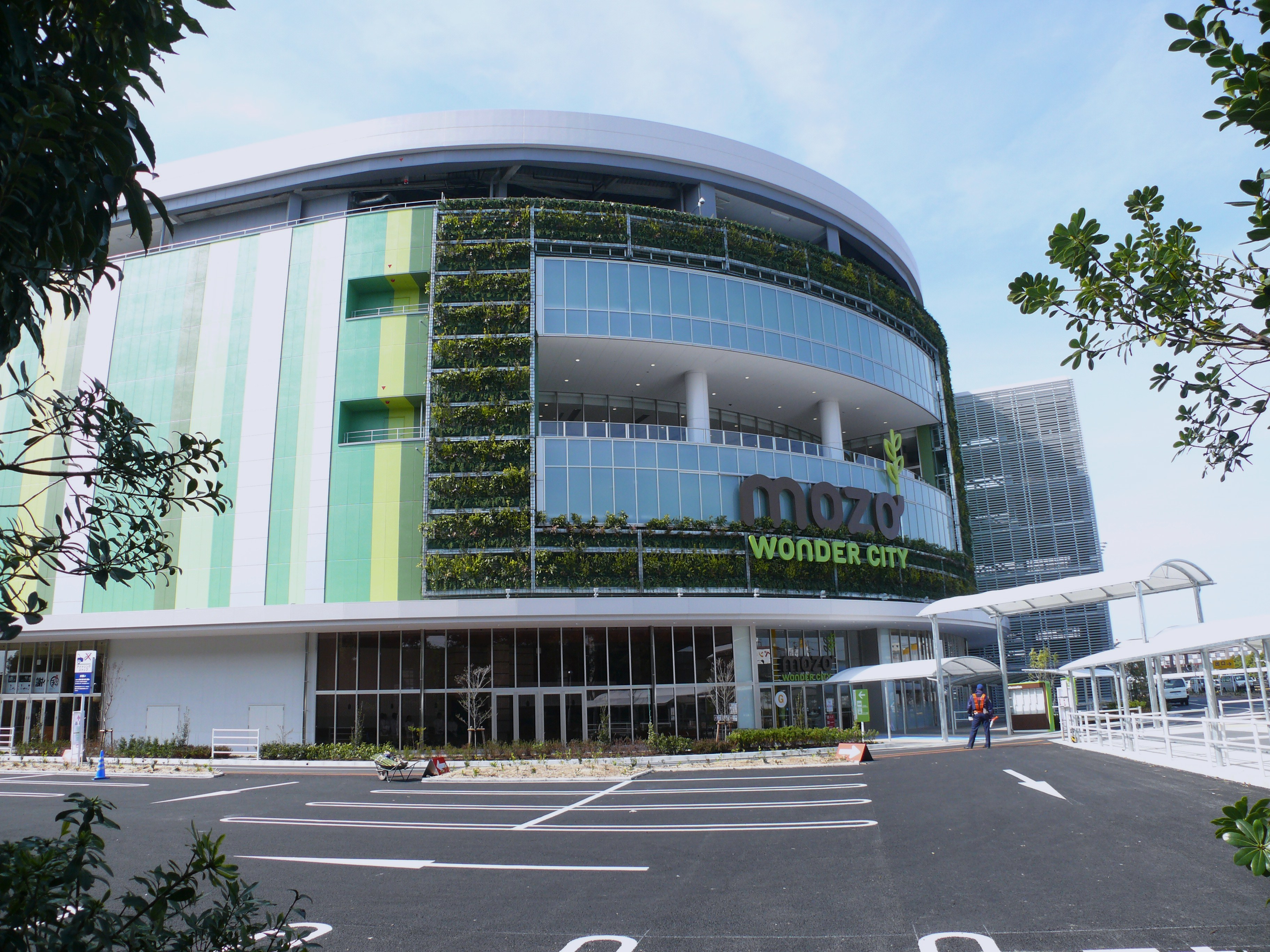
ハンズ名古屋モゾ ワンダーシティ店が出店しているmozoワンダーシティ
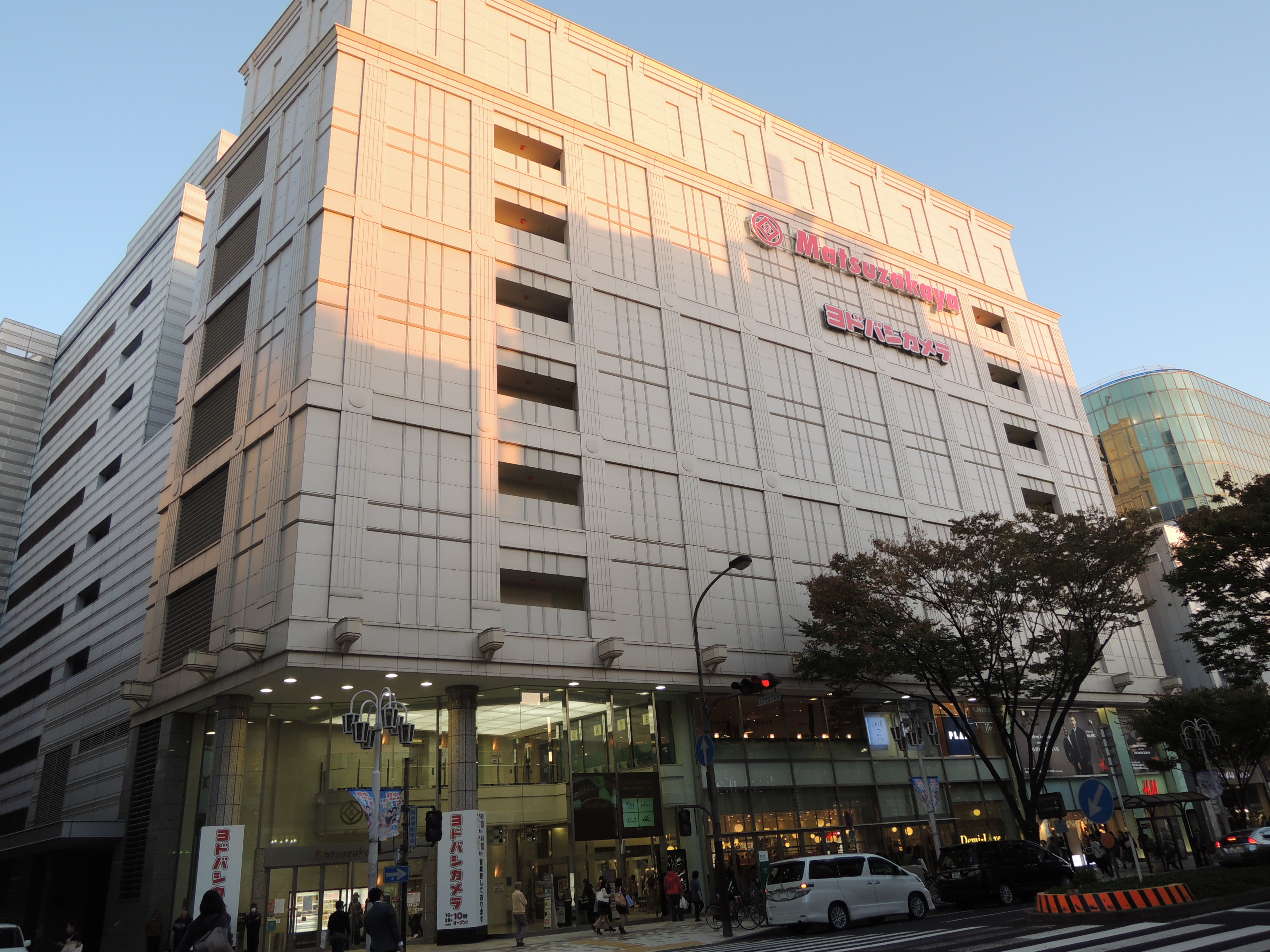
ハンズ名古屋松坂屋店が出店している松坂屋名古屋店南館

- ハンズ 桑名店（三重県桑名市新西方1丁目22・イオンモール桑名1番街3階、2015年4月17日開店[2]）
  - 2015年4月にイオンモール桑名が大幅リニューアルを行っており[3]、その際の新店舗のひとつとして開店した[2][4]。
- ハンズ 名古屋モゾ ワンダーシティ店（愛知県名古屋市西区二方町40・mozoワンダーシティ3階、2018年9月14日開業[5]）
  - mozoワンダーシティが2019年に10周年となることに向けたリニューアルに合わせて開業した[4]。
- ハンズ 名古屋松坂屋店（愛知県名古屋市中区栄3丁目16-1・松坂屋名古屋店南館地下1階、2022年11月2日開店[6]）
  - もともと名古屋市の栄地区では、当社親会社の三交クリエイティブ・ライフがフランチャイズ運営する「東急ハンズANNEX店」（2021年10月17日閉店）が営業しており、その後継店舗として出店したものである[6]。

なお愛知県・三重県内では以下のハンズも営業しているが、これらは当社の運営ではない。
- ハンズ名古屋店（ジェイアール名古屋タカシマヤ内）：三交クリエイティブ・ライフ（当社の親会社）がフランチャイズ運営
- ハンズ イオンモール大高店：(株)ハンズの直営店[7]
- プラグス マーケット四日市店（近鉄百貨店四日市店内）：(株)近鉄百貨店がフランチャイズ運営[8]

## 関連会社
- 株式会社三交クリエイティブ・ライフ - 当社の親会社